# Comuna Grozești, Iași
Grozești (în trecut, și Sălăgeni) este o comună în județul Iași, Moldova, România, formată din satele Colțu Cornii, Grozești (reședința) și Sălăgeni.

## Așezare
Comuna se află la marginea sud-estică a județului, la granița cu raioanele Nisporeni și Ungheni din Republica Moldova, pe malul drept al Prutului și pe cel stâng al Jijiei. Este străbătută de șoseaua județeană DJ249, care o leagă spre sud-est de Gorban (unde se termină în DN28) și spre nord-vest de Prisăcani, Țuțora, Ungheni și Victoria (unde se termină în DN24). La Grozești, din acest drum se ramifică șoseaua județeană DJ244F, care duce spre sud-vest la Răducăneni (unde se intersectează cu DN28) și Moșna.
În comuna Grozești se află cotul Sălăgeni, arie protejată de tip acvatic unde sunt protejate unele specii de pești.

## Demografie
Componența etnică a comunei Grozești
     Români (90,76%)
     Alte etnii (9,24%)
Componența confesională a comunei Grozești
     Ortodocși (90,4%)
     Alte religii (0,07%)
     Necunoscută (9,53%)
Conform recensământului efectuat în 2021, populația comunei Grozești se ridică la 1.364 de locuitori, în scădere față de recensământul anterior din 2011, când fuseseră înregistrați 1.769 de locuitori. Majoritatea locuitorilor sunt români (90,76%). Din punct de vedere confesional, majoritatea locuitorilor sunt ortodocși (90,4%), iar pentru 9,53% nu se cunoaște apartenența confesională.

## Politică și administrație
Comuna Grozești este administrată de un primar și un consiliu local compus din 11 consilieri. Primarul, George Cristea[*], de la Partidul Social Democrat, este în funcție din 2016. Începând cu alegerile locale din 2024, consiliul local are următoarea componență pe partide politice:
|  | Partid                    | Consilieri | Componența Consiliului | Componența Consiliului | Componența Consiliului | Componența Consiliului | Componența Consiliului | Componența Consiliului | Componența Consiliului | Componența Consiliului |
|  | ------------------------- | ---------- | ---------------------- | ---------------------- | ---------------------- | ---------------------- | ---------------------- | ---------------------- | ---------------------- | ---------------------- |
|  | Partidul Social Democrat  | 8          |                        |                        |                        |                        |                        |                        |                        |                        |
|  | Partidul Național Liberal | 3          |                        |                        |                        |                        |                        |                        |                        |                        |

## Istorie
La sfârșitul secolului al XIX-lea, comuna făcea parte din plasa Podoleni a județului Fălciu și era formată doar din satul de reședință, având 420 de locuitori; în comună exista doar o biserică. La acea vreme, pe teritoriul actula al comunei mai funcționa, în aceeași plasă, și comuna Sălăgeni, formată din satele București, Colțu Cornii și Sălăgeni, având în total 650 de locuitori; aici existau două biserici și o școală.
Anuarul Socec consemnează desființarea comunei Grozești și alipirea satului ei la comuna Sălăgeni, care avea 2015 locuitori și făcea parte din plasa Răducăneni a aceluiași județ.
În 1950, comuna a fost transferată raionului Codăești din regiunea Iași, ea luând în timp denumirea de Grozești, după ce reședința ei s-a mutat în acel sat. În 1968, comuna a trecut, în alcătuirea actuală, la județul Iași.

## Personalități născute aici
- Ion Crișu (n. 1960), regizor, actor, scenograf.